# Richard Chew
Pour les articles homonymes, voir Chew.
Richard (Franklin) Chew — né le 28 juin 1940 à Los Angeles (Californie) — est un monteur américain, membre de l'ACE.

## Biographie
Après s'être essayé au montage sur trois documentaires à la fin des années 1960, le premier film de Richard Chew à ce poste est Conversation secrète de Francis Ford Coppola (avec Gene Hackman et John Cazale), sorti en 1974.
Suit une trentaine d'autres films américains (parfois en coproduction), la sortie du dernier à ce jour, Bolden!, étant prévue fin 2015.
Mentionnons également Star Wars, épisode IV : Un nouvel espoir de George Lucas (1977, avec Mark Hamill, Carrie Fisher et Harrison Ford), Singles de Cameron Crowe (1992, avec Bridget Fonda et Campbell Scott), Sam, je suis Sam de Jessie Nelson (2001, avec Sean Penn et Michelle Pfeiffer), ainsi que Les Runaways de Floria Sigismondi (2010, avec Kristen Stewart et Dakota Fanning).

## Filmographie partielle
- 1974 : Conversation secrète (The Conversation) de Francis Ford Coppola
- 1975 : Vol au-dessus d'un nid de coucou (One Flew Over the Cuckoo's Nest) de Miloš Forman
- 1977 : Star Wars, épisode IV : Un nouvel espoir (Star Wars Episode IV: A New Hope) de George Lucas
- 1978 : En route vers le sud (Goin' South) de Jack Nicholson
- 1982 : Où est passée mon idole ? (My Favorite Year) de Richard Benjamin
- 1983 : Risky Business de Paul Brickman
- 1985 : Creator d'Ivan Passer
- 1985 : Profession : Génie (Real Genius) de Martha Coolidge
- 1986 : Quand la rivière devient noire (Where the River Runs Black) de Christopher Cain
- 1988 : Retour à la vie (Clean and Sober) de Glenn Gordon Caron
- 1992 : Singles de Cameron Crowe (+ coproducteur et réalisateur de seconde équipe)
- 1993 : Mi vida loca d'Allison Anders
- 1993 : My Life de Bruce Joel Rubin
- 1995 : Où sont les hommes ? (Waiting to Exhale) de Forest Whitaker
- 1995 : Les Légendes de l'Ouest (Tall Tale) de Jeremiah Chechik
- 1996 : That Thing You Do! de Tom Hanks
- 1998 : Ainsi va la vie (Hope Floats) de Forest Whitaker
- 2000 : Shanghai Kid (Shanghai Noon) de Tom Dey
- 2001 : Sam, je suis Sam (I Am Sam) de Jessie Nelson
- 2004 : Des étoiles plein les yeux (First Daughter) de Forest Whitaker
- 2005 : Le Nouveau Monde (The New World) de Terrence Malick
- 2006 : Bobby d'Emilio Estevez
- 2010 : Les Runaways (The Runaways) de Floria Sigismondi
- 2010 : The Way, la route ensemble (The Way) d'Emilio Estevez
- 2018 : Un héros ordinaire (The Public) d'Emilio Estevez

## Distinctions (sélection)

### Récompenses
- BAFTA 1975 : British Academy Film Award du meilleur montage pour Conversation secrète
- BAFTA 1977 : British Academy Film Award du meilleur montage pour Vol au-dessus d'un nid de coucou.
- Oscars 1978 : Oscar du meilleur montage pour Star Wars, épisode IV : Un nouvel espoir.
- Saturn Awards 1978 : Saturn Award du meilleur montage pour Star Wars, épisode IV : Un nouvel espoir

### Nominations
- Oscars 1976 : Oscar du meilleur montage pour Vol au-dessus d'un nid de coucou.
- BAFTA 1979 : British Academy Film Award du meilleur montage pour Star Wars, épisode IV : Un nouvel espoir

## Sources
- Notices d'autorité :   - VIAF
  - ISNI
  - BnF (données)
  - LCCN
  - GND
  - CiNii
  - NUKAT
  - WorldCat
- « Richard Chew » (présentation), sur l'Internet Movie Database.